# Priay
Priay település Franciaországban, Ain megyében. Lakosainak száma 1803 fő (2022. január 1.). Priay Ambronay, Château-Gaillard, Varambon és Villette-sur-Ain községekkel határos.

## Népesség
A település népességének változása:
| Lakosok száma | 710  | 787  | 948  | 1399 | 1600 | 1685 | 1729 | 1729 | 1725 | 1803 |
|               | 1968 | 1982 | 1990 | 2006 | 2013 | 2015 | 2017 | 2019 | 2020 | 2022 |